# Senjen og Tromsø fogderi
Senjen og Tromsø fogderi var et fogderi, som omfattede dagens Troms. Fogderiet var fra 1668 en del af Nordlandenes amt, fra 1787 en del af Finmarkens Amt og udgjorde fra 1866 Tromsø Amt. I øst grænsede det til Vestfinmarken fogderi og i syd til Vesteraalens og Lofotens fogderi og til Salten fogderi. 